# Джим Едгар
Джеймс «Джим» Едгар (англ. James «Jim» Edgar; нар. 22 липня 1946, Вініта, Оклахома) — американський політик з Республіканської партії. Був губернатором штату Іллінойс з 1991 по 1999 рік.
Навчався у Коледжі Вобаш і Університеті Східного Іллінойсу. Входив до Палати представників Іллінойсу, нижньої палати законодавчих зборів штату, з 1977 по 1979 рік. Потім був прийнятий на роботу помічником губернатора Джеймса Р. Томпсона. Державний секретар Іллінойсу з 1981 по 1991 рік.